# شبكة بيانات عامة
شبكة البيانات العامة هي شبكة تنشأها وتشغلها إدارة الاتصال عن بُعد أو هيئة تشغيل خاصة معروفة لغرض محدد وهو توفير خدمات نقل البيانات للعامة.
في مجال الاتصالات، شبكة البيانات العامة هي شبكة لـالتحويل عبر دارة أو تحويل الطرود تكون متاحة للعامة ويمكنها نقل البيانات في صورة رقمية. ومزود خدمات شبكة البيانات العامة هي شركة تتيح الوصول إلى شبكة البيانات العامة وتوفر أي من خدمات X.25 أو تنقيل الأطر أو تنقيل الخلايا (أسلوب النقل اللاتزامني (ATM)). وبوجه عام، يتضمن الوصول إلى شبكة البيانات العامة عرض نطاق ترددي مضمون، يُعرف باسم معدل المعلومات المضمون (CIR). وتعتمد تكاليف الوصول إلى هذه الشبكة على المعدل المضمون. ويختلف مزودو خدمات شبكة البيانات العامة من حيث كيفية احتساب رسوم الزيادات المؤقتة في عرض النطاق الترددي المطلوب (والمعروفة باسم التمورات). فبعضهم يستخدم مقدار التجاوز، والبعض الآخر يستخدم مدة التمور.